# Schlacht von Trois-Rivières
Die Schlacht von Trois-Rivières wurde am 8. Juni 1776 während des Amerikanischen Unabhängigkeitskrieges im damaligen Trois-Rivières ausgefochten. Eine britische Armee unter Guy Carleton, Gouverneur der Provinz Québec, vereitelte hier während der Verfolgung einer amerikanischen Armee einen Gegenangriff, der von John Sullivan angeführt wurde.

## Verlauf
Die amerikanische Armee in Kanada hatte mit der desaströsen Schlacht von Québec Silvester 1775 einen herben Schlag erlitten. Umfangreicher Nachschub an Ausrüstung und Verstärkung erlaubte den Amerikanern, bis 1776 im Umland von Québec präsent zu bleiben, aber massiv überlegene britische Artillerie machte eine Belagerung unmöglich und Krankheit und Flucht dünnten ihre Reihen weiter aus.
Im Mai segelte ein Entsatz-Geschwader der Royal Navy in den Hafen von Québec. Carleton fügte das 9., 20. und das 60. Infanterieregiment seinem Kommando hinzu und stürmte gegen die Amerikaner an. Sullivan befand sich bereits auf dem Rückzug nach Montreal.
Carleton setzte ihm nach und Sullivan setzte zu einem entschlossenen Gegenangriff an; bei Trois-Rivières, etwa auf halbem Weg nach Montreal. Obgleich seine Männer von der professionellen britischen Infanterie vernichtend besiegt wurden, konnte das Gros von Sullivans geschlagener Armee wegen des übervorsichtigen Carleton nach Montreal entkommen.
Das bot jedoch nur zeitweilige Sicherheit. Britische Überfallkommandos operierten während des ganzen Frühjahrs in den Außenbezirken Montreals, griffen erfolgreich die Besatzer an und machten fast 500 Gefangene in den Schlachten von Les Cèdres und Vaudreuil. Weil er das Gebiet nicht beherrschen konnte, zog sich General Benedict Arnold am 15. Juni aus Montreal zurück, nachdem er versucht hatte, die Stadt niederzubrennen. Seine Briefe an Sullivan drängten „lass es uns beenden … und unser eigenes Land sichern, bevor es zu spät ist.“

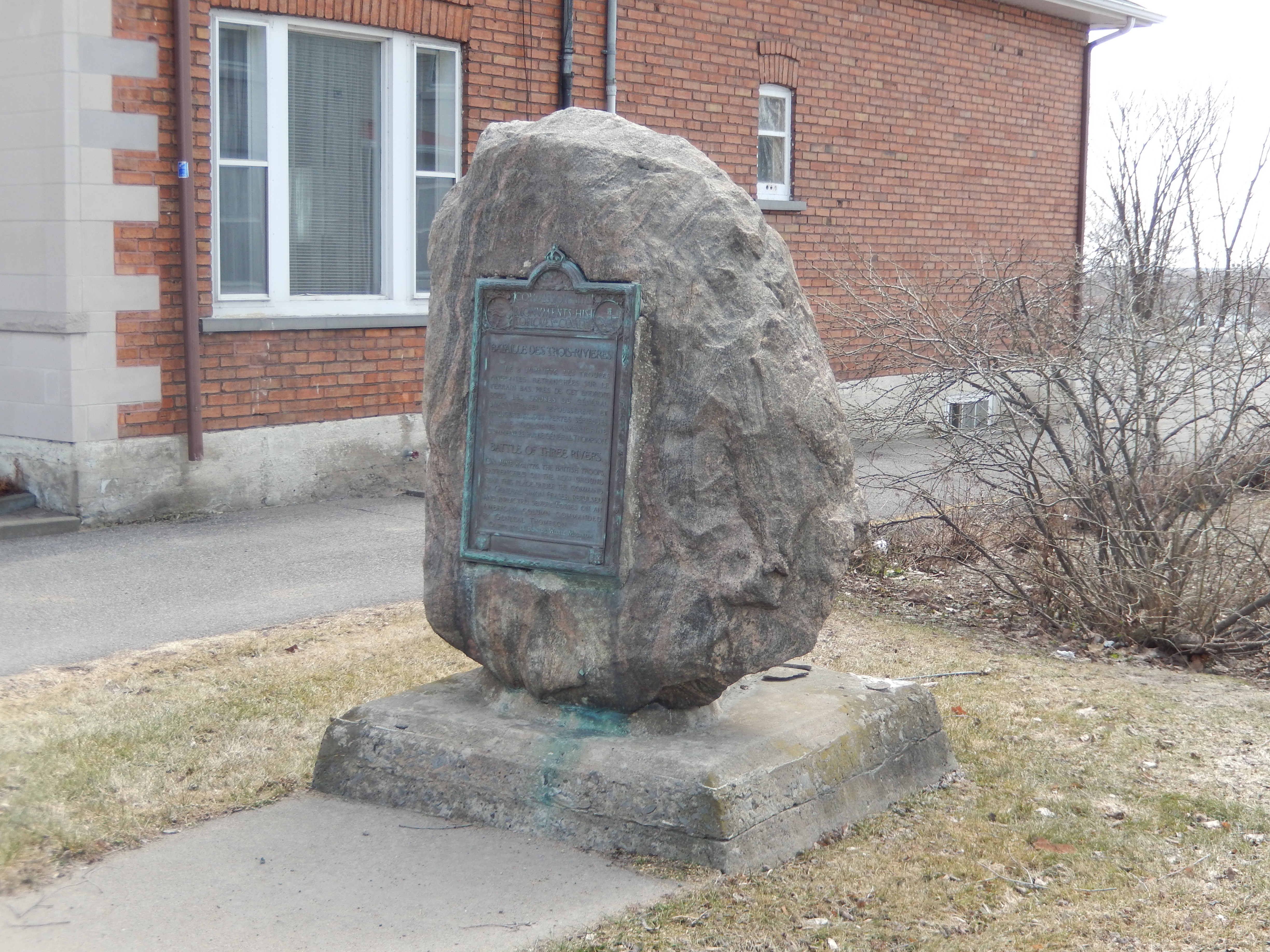
Gedenkstein

## Nationale Würdigung
Am 30. Januar 1920 wurde der Ort der Schlacht durch die kanadische Regierung zu einer „nationalen historischen Stätte“ in der Provinz Québec erklärt. Die Würdigung erfolgte auf Vorschlag des Historic Sites and Monuments Board of Canada.